# 墨西哥天主教教区列表
罗马天主教在墨西哥设有18个教省，这些教省进一步分为73个教区和18个总教区，分别由主教和总主教管理。

## 阿卡普尔科教省
- 天主教阿卡普尔科总教区
  - 天主教奇尔潘辛戈-奇拉帕教区
  - 天主教阿爾塔米拉諾城教區
  - 天主教特拉帕教区

## 瓦哈卡教省
- 天主教瓦哈卡总教区
  - 天主教埃斯孔迪多港教区
  - 天主教特万特佩克教区
  - 天主教图图特佩克教区
  - 天主教瓦烏特拉自治監督區
  - 天主教米赫斯自治监督区

## 奇瓦瓦教省
- 天主教奇瓦瓦总教区
  - 天主教华雷斯城教区
  - 天主教库奧特莫克-馬德拉教區
  - 天主教新大卡萨斯教区
  - 天主教帕拉爾教区
  - 天主教塔拉烏馬拉教區

## 杜兰戈教省
- 天主教杜兰戈总教区
  - 天主教戈麥斯帕拉西奧教區
  - 天主教马萨特兰教区
  - 天主教托雷翁教区
  - 天主教埃爾薩爾托自治监督區

## 瓜达拉哈拉教省
- 天主教瓜达拉哈拉总教区
  - 天主教阿瓜斯卡连特斯教区
  - 天主教奥特兰教区
  - 天主教古斯曼城教区
  - 天主教科利馬教区
  - 天主教聖胡安德洛斯拉戈斯教區
  - 天主教特皮克教区
  - 天主教赫蘇斯-馬利亞-德爾納亞爾自治監督區

## 埃莫西约教省
- 天主教埃莫西约总教区
  - 天主教奥夫雷贡城教区
  - 天主教库利亚坎教区
  - 天主教諾加萊斯教區

## 哈拉帕教省
- 天主教哈拉帕总教区
  - 天主教夸察夸爾科斯教区
  - 天主教科尔多瓦教区 (墨西哥)
  - 天主教奥里萨巴教区
  - 天主教帕潘特拉教区
  - 天主教聖安德烈圖斯特拉教區
  - 天主教圖斯潘教区
  - 天主教韦拉克鲁斯教区

## 莱昂教省
- 天主教莱昂总教区
  - 天主教塞拉亚教区
  - 天主教伊拉普阿托教区
  - 天主教克雷塔羅教区

## 墨西哥教省
- 天主教墨西哥城总教区
  - 天主教阿特拉科穆尔科教区
  - 天主教库埃纳瓦卡教区
  - 天主教特南辛戈教區
  - 天主教托卢卡教区

## 蒙特雷教省
- 天主教蒙特雷总教区
  - 天主教维多利亚城教区
  - 天主教利納雷斯教區 (墨西哥)
  - 天主教马塔莫罗斯教区
  - 天主教新拉雷多教区
  - 天主教彼德拉斯內格拉斯教區
  - 天主教萨尔蒂约教区
  - 天主教坦皮科教区

## 莫雷利亚教省
- 天主教莫雷利亚总教区
  - 天主教阿帕欽甘教区
  - 天主教拉薩羅卡德納斯教区
  - 天主教塔坎巴罗教区
  - 天主教薩莫拉教区 (墨西哥)

## 普埃布拉教省
- 天主教普埃布拉总教区
  - 天主教瓦华潘德莱昂教区
  - 天主教特瓦坎教区
  - 天主教特拉斯卡拉教区

## 圣路易斯波托西教省
- 天主教圣路易斯波托西总教区
  - 天主教巴耶斯城教区
  - 天主教馬特瓦拉教區
  - 天主教薩卡特卡斯教區

## 蒂华纳教省
- 天主教蒂华纳总教区
  - 天主教恩塞纳达教区
  - 天主教南下加利福尼亚的拉巴斯教区
  - 天主教墨西卡利教区

## 特拉尔内潘特拉教省
- 天主教特拉尔内潘特拉总教区
  - 天主教夸奧蒂特蘭教區
  - 天主教埃卡提佩教区
  - 天主教伊斯卡伊教區
  - 天主教內薩瓦爾科約特爾教區
  - 天主教特奧蒂瓦坎教區
  - 天主教特斯科教区
  - 天主教查爾科鎮教区

## 图兰辛戈教省
- 天主教图兰辛戈总教区
  - 天主教韋胡特拉教區
  - 天主教图拉教区

## 图斯特拉古铁雷斯教省
- 天主教图斯特拉古铁雷斯总教区
  - 天主教聖克里斯托瓦爾-德拉斯卡薩斯教區
  - 天主教塔帕丘拉教区

## 尤卡坦教省
- 天主教尤卡坦总教区
  - 天主教坎佩切教区
  - 天主教塔瓦斯科教区
  - 天主教坎昆-切圖馬爾自治監督區

## 直屬聖座
- 馬龍尼禮天主教墨西哥城黎巴嫩殉道者聖母教區
- 默基特希臘禮天主教墨西哥城天堂之母教區
- 亞美尼亞禮天主教拉丁美洲暨墨西哥宗座代牧區